# Andrea Adami da Bolsena
Andrea Adami da Bolsena (Bolsena, 30 novembre 1663 – Roma, 22 luglio 1742) è stato un cantore italiano.

## Biografia
Cantore evirato, Andrea Adami, grazie anche all'influenza del cardinale Pietro Ottoboni fu nominato maestro di coro della cappella pontificia nel 1700, carica che ricoprì sino al 1714. Scrisse una storia di questa istituzione, con ritratti e ricordi dei cantori, intitolata Osservazioni per ben regolare il coro dei cantori della Cappella Pontificia (Roma, 1711). Le fonti attestano che egli fu molto ben voluto dai romani, non solo per le sue doti musicali ma anche per il suo buon carattere.
Scrisse anche un'opera in quattro volumi, Istoria di Volseno, su Bolsena, pubblicata a Roma dal 1734 al 1737.